# Johann Nepomuk Gleispach

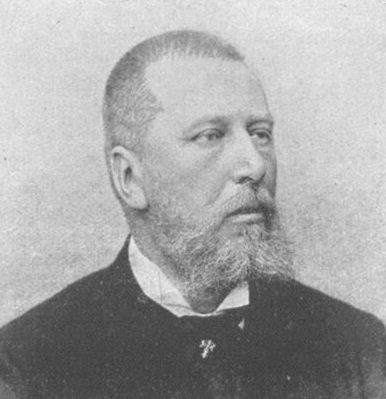
Johann Nepomuk Gleispach

Johann Nepomuk Graf Gleispach (* 29. September 1840 in Görz, heute Gorizia; † 21. Februar 1906 in Graz) war ein österreichischer Jurist und Justizminister.

## Biografie
Nach juristischen Studien an der Universität Graz trat Gleispach zunächst in Venedig 1861 in den Staatsdienst. Seine Karriere spielte sich ab 1866 hauptsächlich in Graz ab, wo er vom Staatsanwalt (1875) zum Oberstaatsanwalt (1880) und zum Landesgerichtspräsidenten (1885) aufstieg. 1892 wurde er Präsident des dortigen Oberlandesgerichts. Daneben war Gleispach auch politisch aktiv, etwa als Vertreter des steirischen Großgrundbesitzes im Landtag und ab 1895 als lebenslanges Mitglied des Herrenhauses. Er votierte in der Regel mit den Deutschliberalen.
Am 30. September 1895 wurde Gleispach Justizminister im Kabinett Badeni. Er erwarb sich große Verdienste um die Verabschiedung der von Franz Klein konzipierten Reform der Zivilprozessordnung, geriet aber anlässlich des Konfliktes um die Badenische Sprachenverordnung ins Visier der parlamentarischen Opposition. Ab 1898 war Gleispach erneut als Präsident des Oberlandesgerichts Graz tätig. Gleispach war der Vater des Juristen Wenzeslaus von Gleispach und der Cousin des steirischen Landeshauptmanns Karl Josef von Gleispach.